# سحلية حقيقية
سحلية حقيقية أو عظاءة حقيقية أو سحلية الرمال أو لاسرتا (الاسم العلمي: Lacerta ) والأصل اليوناني لاسم غير معروف ولعله يعني الربيع الراقص (λικερτίζειν (likertízein، أو من اللاتينية lacertum «علوي» (الذراع العلوي). جنس حيوانات زاحفة من فصيلة السحالي الحقيقية. كان يحتوي على 40 نوًعا وذلك قبل تقسيمه إلى تسعة أجناس في عام 2007 من قِبل Arnold ، Arribas & Carranza. ويضم في الوقت الحالي ثمانية أنواع.